# Остеон

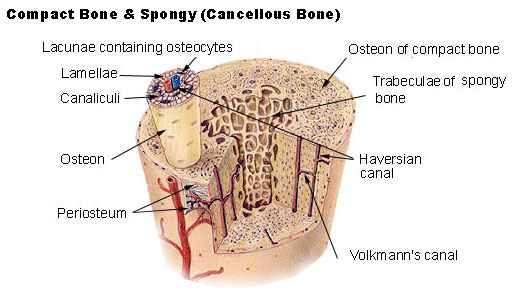

Остео́н (от др.-греч. ὀστέον — «кость») или га́версова система — структурная единица компактного вещества пластинчатой кости, обеспечивающая её прочность. Это цилиндрическая структура из вставленных друг в друга концентрических костных пластинок, окружающих гаверсов канал.
Обычно остеон состоит из 5—20 костных пластинок. Диаметр остеона — обычно 0,3—0,4 мм, длина — несколько миллиметров. Компактная костная ткань представлена остеонами у многих позвоночных животных.
Название «остеон» предложил немецкий физиолог Вильгельм Бидерман в 1914 году. Название «гаверсова система» дано в честь Клоптона Гаверса, описавшего в 1691 году гаверсовы каналы, и употребляется с середины XIX века.

## Строение
В центре остеона расположен гаверсов канал, в котором проходят кровеносные сосуды и нервы. По краям канала находятся стволовые клетки и остеобласты. Вокруг ГК расположены костные пластинки с остеоцитами, соединёнными тонкими канальцами ‒ каналикулями (лат. canaliculi), так как матрикс не способен пропускать питательные вещества.
Между соседними остеонами есть так называемые вставочные, или промежуточные, костные пластинки.